# Tony Bongiovi
Tony Bongiovi (* 7. September 1947 in Raritan/New Jersey) ist ein US-amerikanischer Toningenieur und Plattenproduzent.
Bongiovi betreute in den 1960er Jahren als Toningenieur bei Motown Plattenproduktionen von Stevie Wonder, Gladys Knight and the Pips, Diana Ross & The Supremes, The Temptations und anderen. 1968 wurde er von Record Plant engagiert und entwickelte hier seinen eigenen Sound, der in Aufnahmen mit Musikern wie Vanilla Fudge, Dr. John, John McLaughlin und Jimi Hendrix dokumentiert ist. 1970 kam der Produzent zu Media Sound und arbeitete dort mit Gloria Gaynor, The Isley Brothers, The Ramones (Leave Home und Rocket to Russia) und Talking Heads (Talking Heads: 77).
1977 gründete Bongiovi die Power Station Studios. Hier produzierte er Heavy-Metal- und Hard-Rock-Musiker wie Aerosmith (Rock in a Hard Place, Classics Live und Classics Live 2), Helix (No Rest for the Wicked), Meat Loaf (Dead Ringer), Ozzy Osbourne (Bark at the Moon), und Aldo Nova (Aldo Nova). Auch sein Cousin Jon Bon Jovi, dessen Karrierestart er maßgeblich gefördert hatte, zählte ab 1980 zu den Musikern des Studios. Das Power Station Mix Magazine zeichnete das Studio sechsmal in Folge mit dem TEC Award aus.
Als Studiodesigner arbeitete Bongiovi in den Folgejahren für Record Plant, Media Sound, Masterdisk und Turner Broadcasting. CBS engagierte ihn 1993 als Berater für die Tontechnik der Late Show with David Letterman. Nach 2000 gründete er eine eigene Produktionsfirma, die Bongiovi Entertainment Inc.

## Weblink
- Homepage von Tony Bongiovi